# S.U.P.
S.U.P. (nebo též SUP, což je zkratka pro Spherical Unit Provided) je francouzská avantgarde metalová hudební skupina z Wallers založená v roce 1995 původně jako projekt členů kapely Supuration Thierry Bergera (bicí), Fabrice Loeze (elektrická kytara), Ludovica Loeze (el. kytara, vokály) a Laurenta Bessaulta (baskytara).
Na rozdíl od deathmetalově orientované Supuration se S.U.P. prezentuje tvorbou s vlivy doom metalu, industrial metalu, cold wave/dark wave a dalších žánrů.
Debutové studiové album vyšlo roku 1995 a nese název Anomaly. 

## Diskografie
Studiová alba
- Anomaly (1995)
- Room Seven (1997)
- Chronophobia (1999)[1]
- Anomaly (New Edition) (2000)
- Angelus (2002)
- Imago (2005)
- Hegemony (2008)
- Dissymmetry (2019)
- Octa (2023)

EP
- Transfer (1996)

Kompilační alba
- Chronophobia Live (2000)
- Official Bootleg #02 Insanity (original soundtrack) (2003)
- Official Bootleg #06 ("Chronophobia" demos) (2004)
- Official Bootleg N°5 ("Angelus" Live and Demos) (2004)
- Official Bootleg #12 ("Angelus" Demos and Live) (2005)
- Official Bootleg #13 ("Imago" Demos) (2006)

Živá alba
- To Live Alone (2001)
- Official Bootleg #01 ("Chronotour 2000") (2003)
- Official Bootleg #04 ("Anomaly" tour) (2003)

Split nahrávky
- Forlorn Emotion / S.U.P. / M.Pheral (1993) – 3way split audiokazeta s kapelami Forlorn Emotion, S.U.P. a M.Pheral
- Official Bootleg #03 ("Room Seven" Demos / "Live at Radio Campus") (2003) – společně se Supuration

Singly
- Pain Injection (1995)

## Videografie
VHS
- To Live Alone (2001)

DVD
- Traces Part One (2007)
- Traces Part Two (2011)